# Synagogue de la Roonstrasse (1899-1938)
La synagogue de la Roonstrasse est un lieu de culte juif de la ville allemande de Cologne.
Construite entre 1895 et 1899, les nazis la détruisent le 9 novembre 1938 lors des attaques antisémites de la Nuit de Cristal (ainsi que sept autres synagogues de Cologne dont la synagogue de la Glockengasse).
La synagogue a été par la suite reconstruite en 1959 en s'inspirant de l'architecture originelle de style néo-roman.
Le 19 août 2005, le pape Benoît XVI visita la synagogue. Cette visite était la deuxième visite de l'histoire d'un pape dans une synagogue. À cette occasion, il fit un discours condamnant le nazisme et l'antisémitisme.
On y trouve actuellement un centre communautaire juif, un restaurant casher ainsi qu'un musée juif décrivant l'histoire des juifs de la ville, l'une des plus anciennes communautés d'Europe et dont la présence remonte à l'empereur romain Constantin Ier en 381.
Plus de 7 000 juifs de Cologne furent assassinés lors de la Shoah, principalement en déportation au camp de concentration de Theresienstadt.
Aujourd'hui, la communauté juive de la ville compte environ 5 000 membres.

## Galerie

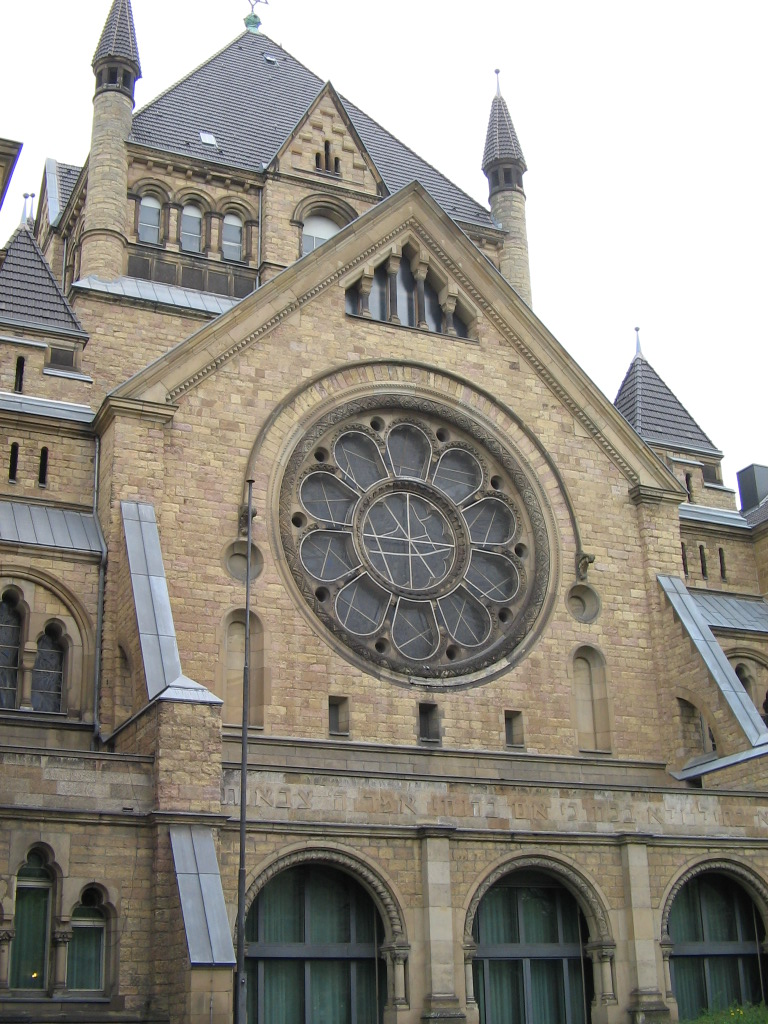
Façade de l'édifice (2006).
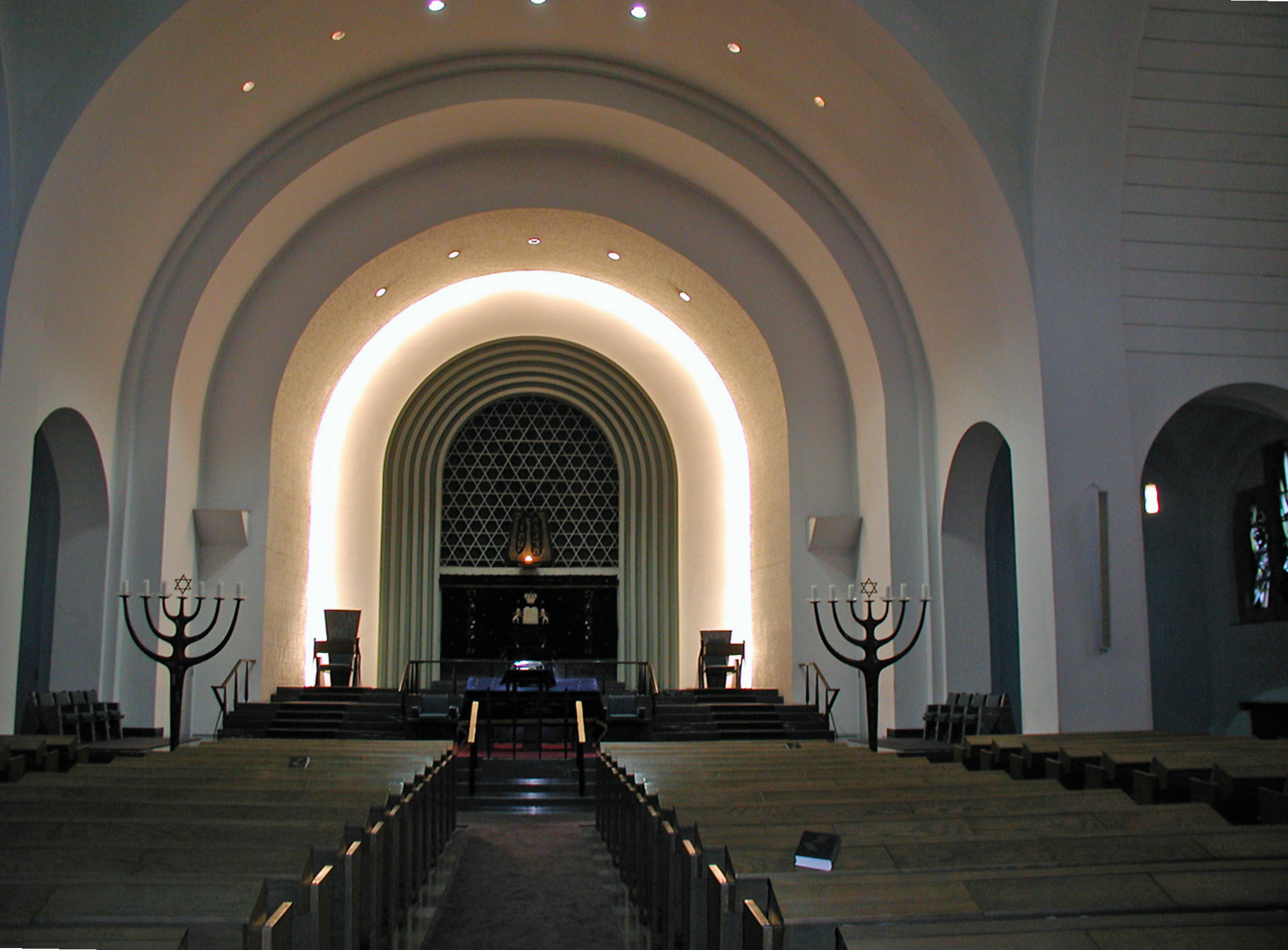
Intérieur de la synagogue.